# A Million Lights Are Dancing
A Million Lights Are Dancing Olivia Newton-John 2003. április 4-én a tokiói Kokusai International Center előadótermében tartott koncertje alapján kiadott koncert DVD. Címét a Xanadu film címadó dalának egy soráról kapta: „a million lights are dancing, and there you are, a shooting star”.

## A koncert és előzményei
Olivia Newton-John a hetvenes-nyolcvanas évek sikerei, majd 1992-es hosszú betegsége, az azt követő útkeresés évei után 1998-as Back with a Heart albumával újult erővel tért vissza a zenei életbe, folyamatosan jelentek meg albumai, koncerteket tartott, rendszeresen szerepelt tévéműsorokban. 2002 és 2005 között 174 koncertből álló világ körüli koncertsorozatot tartott, ez volt a Heartstring World Tour. A sorozat tokiói állomásán, a Kokusai International Center előadóteremben tartott koncertről tévéfelvétel is készült, 2003 júniusában került tévéadásba. 2011-ben egy kisebb kiadó jelentette meg DVD lemezen az európai piac számára.
A változó dalösszeállítású koncertsorozat Olivia teljes karrierjének legismertebb dalait mutatta be, a korai folk daloktól kezdve a countryn, popon át a new age dalokig. Két legismertebb filmje, a Grease és a Xanadu dalai is elhangzottak. A Come on Over, illetve a Close to You dalok Maurice Gibb és Karen Carpenter (Carpenters együttes) emlékére hangzottak el. A koncerteket Olivia szokásos záródala, az I Honestly Love You zárta minden alkalommal. A sorozat egyes állomásain Olivia lánya, Chloé Lattanzi is fellépett közreműködőként, a tokioi koncerten két dalt énekelt édesanyjával, egyet pedig önállóan.

## A koncert dalai
A dalok a koncertsorozat során, valamint a helyszínektől függően változtak. A Japánban tartott koncertek dalai:
- Instrumental Medley (zenekari nyitány)
- I Honestly Love You (színpadra lépés)
- Have You Never Been Mellow
- Xanadu
- Magic
- Dancin'
- Love You Crazy
- Sam
- Egyveleg: If Not for You, Banks of the Ohio, Let Me Be There, Please Mr. Please, Jolene
- Physical (Bossa Nova Version)
- I'll Come Running
- Not Gonna Give Into It
- Don't Cut Me Down
- Over The Rainbow (duet with Chloe Lattanzi)
- Reason To Cry (Chloe Lattanzi solo)
- It Takes Two (duet with Chloe Lattanzi)
- Egyveleg: Take Me Home, Country Roads, Close To You
- Don't Stop Believin'
- Suddenly
- You're The One That I Want
- Hopelessly Devoted To You
- Summer Nights
- Come On Over
- I Honestly Love You (finálé)

## A DVD dalai
- Nyitány
- Have You Never Been Mellow
- Xanadu
- Magic (a dal alatt a zenekar bemutatása)
- Love You Crazy
- Sam
- If Not For You
- Banks Of The Ohio
- Let Me Be There
- Please Mr. Please
- Jolene
- Physical
- Not Gonna Give Into It
- Don't Cut Me Down
- Somewhere Over The Rainbow (Duet with Chloe)
- Take Me Home Country Roads
- Close To You
- Don't Stop Believin'
- Suddenly
- You're The One That I Want
- Hopelessly Devoted To You
- Summer Nights
- Come On Over
- I Honestly Love You